# Đường sắt Lưu Xá – Mỏ sắt Trại Cau

Đường sắt Lưu Xá - Mỏ sắt Trại Cau là một tuyến đường sắt Việt Nam. Đây là một trong ba tuyến đường sắt khổ rộng hoàn toàn là 1435 mm duy nhất tại Việt Nam cùng với đường sắt Kép - Cái Lân và Đường sắt Kép - Lưu Xá. Hiện tại tuyến đường sắt này đã dừng hoạt động (kể từ đầu năm 2021).